# Живолуп Сергій Миколайович
Сергі́й Микола́йович Живолу́п — підполковник Збройних сил України.
Станом на березень 2017-го — начальник штабу, 17-та танкова бригада.

## Нагороди
За особисту мужність, сумлінне та бездоганне служіння Українському народові, зразкове виконання військового обов'язку відзначений — нагороджений
- 10 жовтня 2015 року — орденом Данила Галицького.